# John Francis Young
John Francis Young (né le 14 janvier 1893 et mort le 7 novembre 1929) est un soldat canadien récipiendaire de la croix de Victoria, la plus haute récompense des forces armées du Commonwealth. Celle-ci est remise pour un acte de bravoure face à l'ennemi. Le soldat Young fut l'un des sept Canadiens à la recevoir pour leurs actions le même jour, le 2 septembre 1918, sur la ligne Drocourt-Quéant (en) près d'Arras en France alors qu'il servait au sein du 87th Battalion, CEF lors de la Première Guerre mondiale.

## Héritage
Le mess des membres du rang des Canadian Grenadier Guards a été renommé le « club John Francis Young ». D'ailleurs, en son honneur, les membres doivent s'arrêter, exécuter une halte complète et se mettre au garde-à-vous avant d'entrer dans le mess. Il y a également une plaque commémorative en son honneur dans le mess des sergents. The Canadian Grenadier Guards le célèbrent comme un héros de leur histoire régimentaire.